# Kiss of the Spider Woman (2025)
Kiss of the Spider Woman ist ein Filmdrama und Musicalfilm von Bill Condon. Dabei handelt es sich um eine Adaption des Bühnenmusicals von John Kander, Fred Ebb und Terrence McNally und des diesem zugrundeliegenden Romans Der Kuss der Spinnenfrau von Manuel Puig. Der Film mit Diego Luna, Tonatiuh, Jennifer Lopez, Bruno Bichir, Josefina Scaglione und Aline Mayagoitia in den Hauptrollen ist als zwei Filme in einem konzipiert. Einerseits erzählt er von zwei der Protagonisten in einer dunklen Gefängniszelle, andererseits zeigt er in einem etwa 35-minütigen Teil die Schauspielerin Aurora in einer Fantasiewelt. Kiss of the Spider Woman feierte Ende Januar 2025 beim Sundance Film Festival seine Premiere und soll im Oktober 2025 in die US-Kinos kommen.

## Handlung
Im Jahr 1983. Der homosexuelle Schaufensterdekorateur Luis Molina verbüßt in einem argentinischen Gefängnis eine achtjährige Haftstrafe. Ihm wird vorgeworfen, Unzucht mit einem Minderjährigen getrieben zu haben. Um die Schrecken seiner Gefangenschaft zu überstehen, flüchtet sich Molina in seine Fantasiewelt und malt sich in seinen Gedanken Filme aus mit einer fiktiven Leinwanddiva namens Aurora in der Hauptrolle, unter anderem als eine Spinnenfrau, die ihre Beute mit einem Kuss tötet.
Molinas Leben im Gefängnis wird auf den Kopf gestellt, als er vom Gefängnisdirektor in Valentín Arregui Paz’ Zelle verlegt und angewiesen wird, dem linken Revolutionär, der zu einer Gruppe von Rebellen gehört, die die Militärdiktatur stürzen wollen, Informationen zu entlocken. Erst als Molina den Marxisten gesund pflegt, nachdem er von Gefängniswärtern fast zu Tode gefoltert und geschlagen wurde, nähern sich die beiden einander an.
Zunächst interessiert sich Valentín nicht für Molinas Fantastereien, doch als dieser ihm detailliert von dem Film mit der Spinnenfrau erzählt, weckt er die Neugier seines Zellengenossen. So erfährt Valentín alles von Aurora, die als Moderedakteurin für ein Hochglanzmagazin aus Lateinamerika tätig ist und unfähig, sich auf einen Mann einzulassen.

## Produktion

### Vorlage und Filmstab
Es handelt sich bei dem Film um eine Adaption des gleichnamigen Bühnenmusicals von John Kander, Fred Ebb und Terrence McNally von 1993 und des diesem zugrundeliegenden Romans Der Kuss der Spinnenfrau von Manuel Puig aus dem Jahr 1976. Regie führte Bill Condon, der auch das Drehbuch schrieb. Er arbeitete bis Herbst 2023 an der Adaption. Die Geschichte wurde bereits 1985 von Héctor Babenco für einen Film mit William Hurt, Raul Julia und Sônia Braga adaptiert und Hurt mit einem Oscar als bester Hauptdarsteller ausgezeichnet.
Condons nahm bei seiner Adaption einige Änderungen vor. So wird in seinem Film Molina in die Zelle von Valentín verlegt, um diesen auszuhorchen. Molinas allgemeine Begeisterung für die Diva Ingrid Luna wich einer Liebe zu dem Filmstar insbesondere in der Rolle der Aurora in Kiss of the Spider Woman, in dem nicht nur die von ihr gespielte Aurora vorkommt, bevor sie auch zur Titelfigur wird, sondern auch die beiden Männer Kendall Nesbit und Armando. Dem Film fielen daher einige der Musiknummern aus dem Musical zum Opfer.
Kiss of the Spider Woman ist dem verstorbenen Texter Fred Ebb, dem verstorbenen Dramatiker Terrence McNally und dem verstorbenen Broadway-Star Chita Rivera gewidmet.

### Besetzung und Rollen
„Das ist alles, was ich jemals machen wollte. Ich bin wegen ‚West Side Story‘ zum Film gekommen. Ich dachte, ich würde am Broadway spielen. […] Ich wollte Musicals machen. Ich liebe Musicals. Meine Kinder lieben Musicals. Meine Mutter liebte Musicals. Mit dem Film ist ein Traum in Erfüllung gegangen.“

Tonatiuh spielt in der Hauptrolle den homosexuellen Luis Molina. Die gebürtige Los Angeleserin ist für ihre Nebenrolle in dem Netflix-Film Carry-On bekannt. Jennifer Lopez spielt Molinas Fiktion Ingrid Luna alias Aurora und Diego Luna seinen Mitinsassen Valentín Arregui. Letzterer spielt in der Fiktion auch Auroras Bekanntschaft, den Fotografen Armando, und Tonatiuh deren Assistenten Kendall. Aline Mayagoitia ist in der Rolle einer jüngeren Rivalin von Aurora namens Paolina zu sehen, die ebenfalls um Armandos Zuneigung buhlt. Tony Dovolani spielt den Club-Besitzer Johnny, der Gefallen an Aurora findet. Bruno Bichir spielt den Gefängnisdirektor. In weiteren Rollen sind Josefina Scaglione und Aline Mayagoitia zu sehen.

### Szenenbild und Dreharbeiten

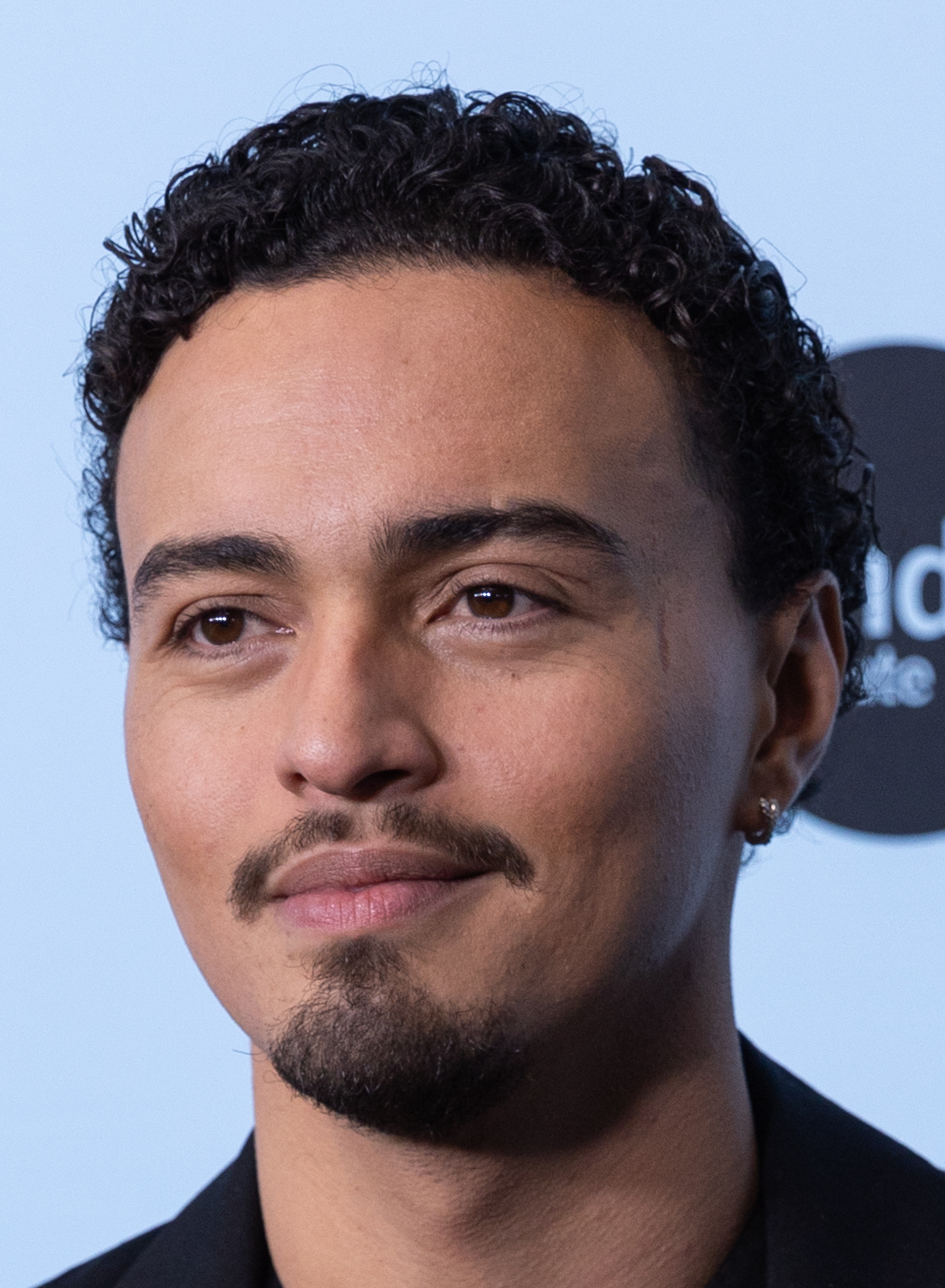
Tonatiuh spielt Luis Molina

Das Szenenbild gestaltete der Emmy-Gewinner Scott Chambliss, der in der Vergangenheit für Filme wie Salt von Phillip Noyce, Cowboys & Aliens von Jon Favreau und Guardians of the Galaxy Vol. 2 von James Gunn tätig war.
Die Dreharbeiten für den Musical-Part fanden im Frühjahr 2024 in den Basin Studios in Kearny in New Jersey statt, völlig unabhängig von den Dreharbeiten für den Gefängnis-Part, die in Uruguay stattfanden. Mit dem deutschen Kameramann Tobias A. Schliessler arbeitete Condon bereits für mehrere Filme zusammen. Er wollte nach eigenen Aussagen bei seiner Arbeit die Kontraste zwischen den im Gefängnis spielenden Szenen und denen in der Technicolor-Traumwelt von der Molina seinem Zellengenossen Valentin erzählt, hervorheben. Für die Technicolor-Sequenzen hatten sie sich von den großen Filmmusicals dieser Ära wie Ein Amerikaner in Paris, Es tanzt die Göttin und Du sollst mein Glücksstern sein inspirieren lassen. Für die Gefängnisszenen war Ein Prophet von Jacques Audiard Schliesslers größte Inspiration: „Ich liebe es, wie Audiard und Kameramann Stéphane Fontaine die raue, harte Realität des Gefängnislebens so eindringlich eingefangen haben.“ In diesen Szenen hielt Schliessler die Farbtemperaturen kühler, um die kalte, bedrückende Atmosphäre des Gefängnisses zu verstärken, und wärmte diese erst auf, als sich die Beziehung zwischen Molina und Valentin auf der Gefühlsebene weiterentwickelt.

### Filmmusik. Marketing und Veröffentlichung
Die Filmmusik komponierte der Dirigent und Pianist Sam Davis. Der Film verwendet auch Musikstücke des  adaptierten Bühnenmusicals von John Kander. Der Regisseur arbeitete mit Davis bereits für die Arrangements seines Disney’s-Live-Action-Remakes Die Schöne und das Biest zusammen. Überwiegend war Davis in der Vergangenheit als Komponist und Arrangeur von Bühnenproduktionen tätig.
Die Weltpremiere des Films fand am 26. Januar 2025 beim Sundance Film Festival statt. Im August 2025 wurde Kiss of the Spider Woman bei Locarno Film Festival gezeigt. Der erste Trailer wurde im weiteren Verlauf des Monats vorgestellt. Die Rechte sicherten sich Lionsgate und Roadside Attractions, die den Film am 10. Oktober 2025 in die US-Kinos bringen wollen.

## Rezeption
Der Film konnte 83 Prozent der bei Rotten Tomatoes aufgeführten Kritiker überzeugen. Bei Metacritic erhielt der Film einen Metascore von 60 von 100 möglichen Punkten.